# Шатілі
Шатілі (груз. შატილი, Šat’ili [ʃɑtʼili]) — історичне високогірне село, яке знаходиться у Грузії, недалеко від кордону із Чечнею. Село розташоване на північному схилі Великого Кавказу, в історичній грузинській провінції Хевсуреті, яка сьогодні належить до сучасного регіону (мхаре) Мцхета-Мтіанеті. За переписом населення 2014 року, населення села становило 22 людини.

## Географія
Будучи розташованим у глибокій ущелині річки Аргун, на висоті приблизно 1400 метрів над рівнем моря, село є фактично унікальним комплексом середньовічних і ранніх сучасних фортечних осель з кам’яних кладок та розчину, які виконували функцію як і житла, так і фортеці, що охороняла північно-східний кордон країни. Фортеця складається з терасових споруд, де переважають оселі з плоскою покрівлею, і близько 60 веж, які побудовані згруповано, створюючи єдиний ланцюг укріплень.

## Історія і сьогодення
Деякі вежі й будинки Шатілі мають майже 1000 років і створюють враження про спосіб життя людей, які жили у селі у давні часи. Коли були побудовані перші вежі — невідомо. У певний період Шатілі було частиною Кахетинського царства. У XII столітті грузинська цариця Тамара Велика наказала побудувати додаткові вежі для захисту від ворожих гірських племен того часу. Таким чином, село діяло як фортеця і було стратегічно важливим для Грузинського царства через близькість до північного кордону.
Під тиском радянської влади населення Шатілі, як і більшість жителів провінції Хевсуреті, було переселено на рівнини на початку 1950-х років. У 1960-х роках екзотичний пейзаж порожнього села був використаний як знімальний майданчик для серії грузинських фільмів про минуле життя жителів гір.
У 1970-х роках почалося відновлення первісного села. 24 жовтня 2007 року Шатілі було внесено до рекомендованого списку Світової спадщини ЮНЕСКО.
У селі є кілька сучасних сільських будинків простого планування, де досі мешкає з десяток сімей. Село — улюблене місце туристів і гірських походів. Однак, у зимовий час і аж до кінця травня місцевість недоступна дорожніми шляхами.
Erdrutsche und Schneelawinen sind keine Seltenheit.
За останнім переписом (2014 року), у селі постійно проживало 22 осіб; у 2002 році їх було 68, у першій половині XX століття — більше 200. Тим не менш, Шатілі є найбільшим містом у Хевсуреті на північ від головного гребеня Великого Кавказу; в інших семи населених пунктах району проживають у сумі лише 26 людей, 15 з них — у Муцо.